# Teanna Kai
Teanna Kai (Houston, Texas; 25 de marzo de 1978) es una actriz pornográfica estadounidense.

## Biografía
En relación con sus primeros años de vida existen dos versiones diferentes alimentadas por la propia actriz en diferentes entrevistas. En la primera reside en Filipinas hasta 1994 momento en el cual se muda a Stockton, California. En la segunda nace en Vietnam y reside ahí hasta que con siete u ocho años se fuga a Singapur. Posteriormente se mudaría, con su familia, a los Estados Unidos viviendo primero en Minnesota y luego, en el norte de California.

### Carrera como actriz porno
La actriz debuta en el cine para adultos en 1999 rodando varias producciones como Asian dolls uncut, Asian street hookers 9 o Heat 2. Aunque en ellas sí aparece realizando escenas heterosexuales esto no sería lo habitual en su carrera donde se ha especializado en rodar casi exclusivamente sexo lésbico.
En el 2001 es elegida Penthouse Pet del mes de octubre.
En el 2003 firma un contrato con Baby Doll Pictures para rodar con ellos un total de seis películas. Satisfechos con los resultados obtenidos, el estudio le renueva el contrato en 2005.
En abril de 2006 ficha por Zaye Entertainment. El contrato, esta vez de carácter exclusivo, contempla su regreso a escenas heterosexuales y su debut como directora. Sin embargo, el acuerdo se rompe a los pocos meses y solo se produce su bautizo como realizadora en Forbidden Fantasies. En diciembre de ese mismo año llega a un nuevo acuerdo contractual, esta vez, con el estudio Back End.

## Premios
- 2004 Premio AVN a la mejor escena lésbica por Snakeskin (con Dru Berrymore)